# Suburbio

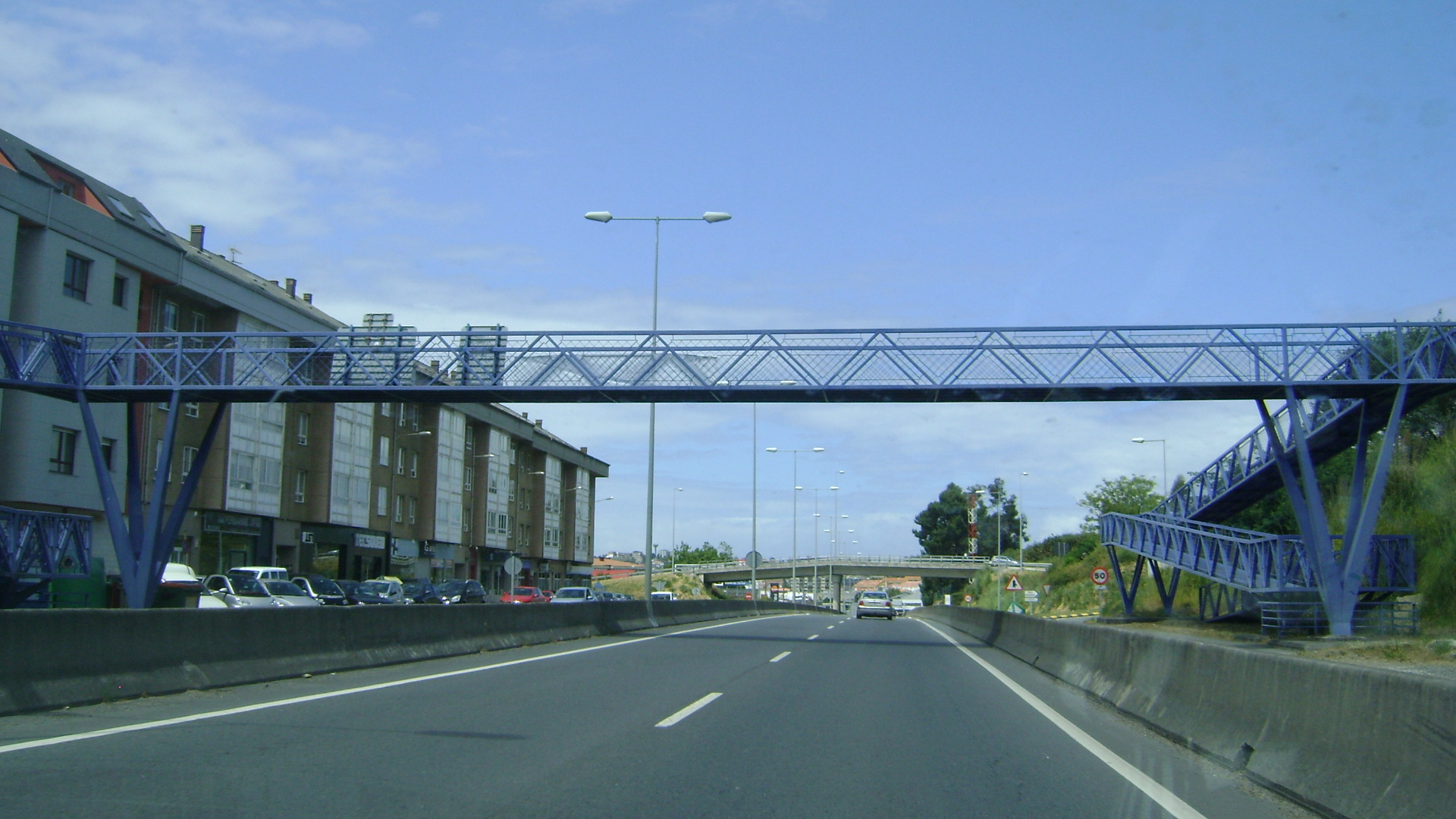
El Temple, zona suburbana situada en el área metropolitana de La Coruña, Galicia, España.

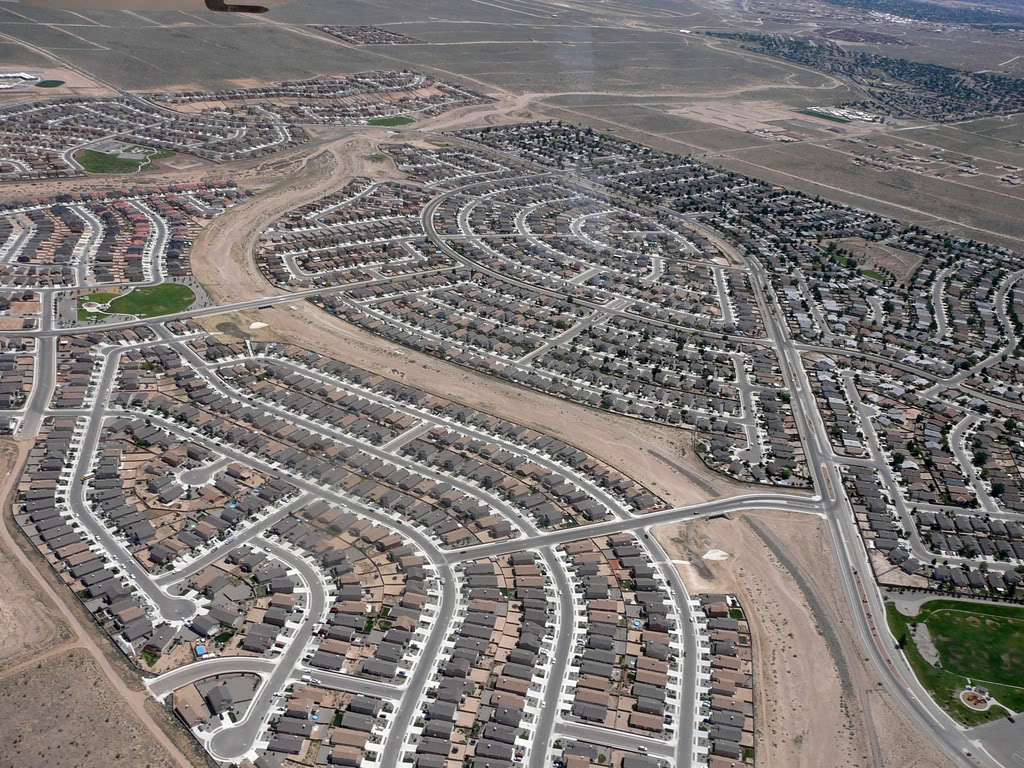
Suburbio de Río Rancho, en Nuevo México, Estados Unidos, donde es posible observar el cul-de-sac característico de los suburbios anglófonos.

Suburbio es un término propio de la geografía urbana, procedente del latín suburbium, para designar a las zonas residenciales de la periferia urbana o extrarradio; mientras que propiamente en lengua española el concepto designa a los barrios bajos, pobres, marginados o degradados de esas zonas periféricas alejadas del centro de la ciudad.
Las características de las zonas suburbanas, en el sentido que se le da en el urbanismo estadounidense, están determinadas por el componente social de su población: gente joven de clase trabajadora, que se establecen en multinúcleos menores dispersos cercanos a la ciudad y comunicados con buenos sistemas de carreteras hacia las periferias. El modelo de convivencia de la vida social es por amistades en espacios públicos, escuelas, plazas, fiestas, etc., que da uniformidad a los servicios e instituciones y a una calidad de vida de habitabilidad superior a la ciudad: espacios verdes, paisaje abierto, etc., pero trasladando los mismos problemas si no se cuida la planificación y se evitan los factores que han hecho declinar a las ciudades, algunas veces por cuestiones sociales con relación a instituciones educativas, sanitarias y de ocio, entre otras.
Estos ciudadanos buscan la libertad personal como autonomía, mayores espacios entre las unidades familiares, sobre todo en América del Norte, que convierte las carreteras vecinales en calles orientadas hacia autopistas regionales y en mayor o menor grado es el modelo en Europa. Estas conurbaciones alcanzan su identidad como ciudades de un nuevo tipo: viviendas dispersas que disponen de centros comerciales, educativos, sanitarios y tecnológicos, que sirven a cada una de las porciones o núcleos de la nueva área metropolitana, magnificando en el mismo sentido la función clásica de la ciudad principal con el clásico cometido de centro administrativo y de servicios con menos habitantes fijos que han sido desplazados a los suburbios de viviendas más económicas o a los núcleos de expansión a una distancia razonable del lugar de trabajo.

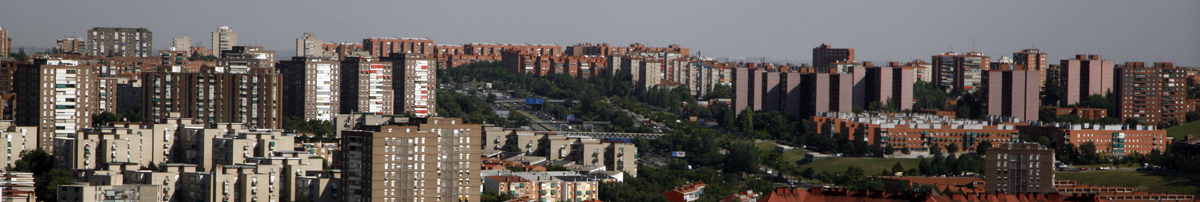
Diversos conjuntos habitacionales que forman los suburbios de Madrid, en España.

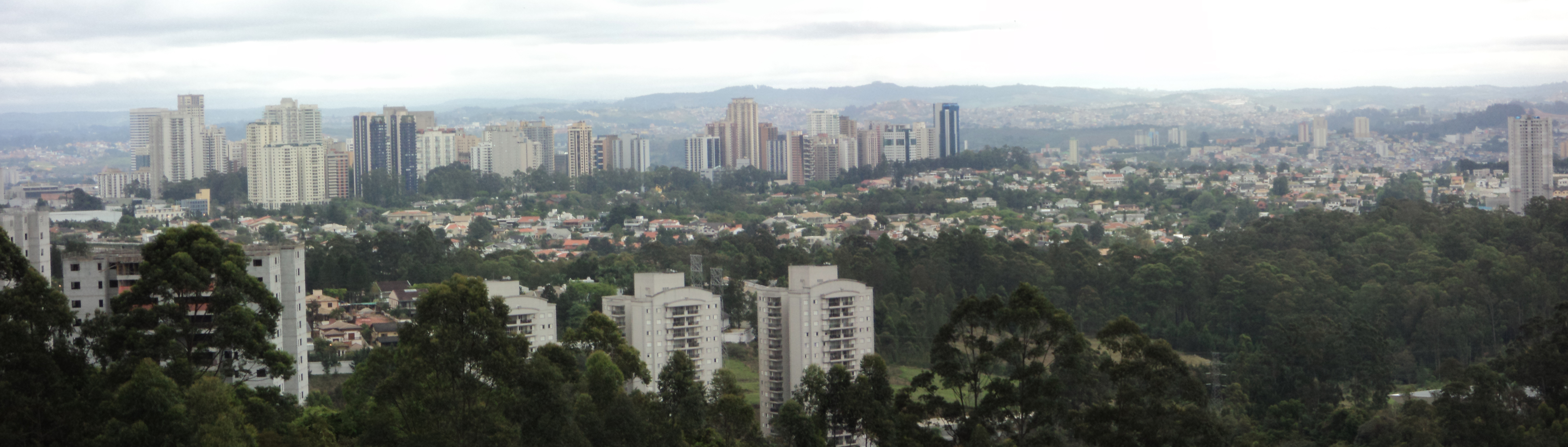
Vista de Alphaville, uno de los suburbios de São Paulo, en Brasil.

## Historia
La historia de los suburbios forma parte del estudio de la historia urbana, que se centra en los orígenes, el crecimiento, las diversas tipologías, la cultura y la política de los suburbios, así como en la naturaleza de género y orientada a la familia del espacio suburbano. Mucha gente ha asumido que los suburbios de principios del siglo XX eran enclaves para blancos de clase media, un concepto que conlleva una tremenda influencia cultural pero que en realidad es un estereotipo. Algunos suburbios se basan en una sociedad de residentes de clase trabajadora y de minorías, muchos de los cuales quieren tener su propia casa. Mientras tanto, otros suburbios han instituido políticas «explícitamente racistas» para disuadir a las personas consideradas como «otras», una práctica más común en Estados Unidos en contraste con otros países del mundo. Mary Corbin Sies sostiene que es necesario examinar cómo se define «suburbio», así como la distinción que se hace entre ciudades y suburbios, la geografía, las circunstancias económicas y la interacción de numerosos factores que hacen que la investigación vaya más allá de la aceptación de los estereotipos y de su influencia en los supuestos de los estudiosos.

### Historia temprana
La aparición más temprana de los suburbios coincidió con la expansión de los primeros asentamientos urbanos. Las grandes ciudades amuralladas solían ser el foco alrededor del cual crecían aldeas más pequeñas en una relación simbiótica con la ciudad mercado. La palabra suburbani fue empleada por primera vez por el estadista Romano en referencia a las grandes villas y fincas construidas por los ricos patricios de Roma en las afueras de la ciudad.
Hacia el final de la Dinastía Han Oriental (hasta el año 190 d. C., cuando Dong Zhuo arrasó la ciudad) la capital, Luoyang, estaba ocupada principalmente por el emperador y los funcionarios importantes; los habitantes de la ciudad vivían en su mayoría en pequeñas ciudades justo a las afueras de Luoyang, que eran suburbios en todo menos en el nombre.
A medida que la población crecía durante el Período Moderno Temprano en Europa, las ciudades se engrosaban con una afluencia constante de gente del campo. En algunos lugares, los asentamientos cercanos fueron engullidos por la expansión de la ciudad principal. Las zonas periféricas de la ciudad solían estar habitadas por los más pobres.

### Orígenes del suburbio moderno
Debido a la rápida migración de los pobres del campo a las ciudades en proceso de industrialización de Inglaterra a finales del siglo XVIII, comenzó a desarrollarse una tendencia en sentido contrario, por la que los nuevos miembros ricos de las clases medias comenzaron a comprar fincas y villas en las afueras de Londres. Esta tendencia se aceleró a lo largo del siglo XIX, especialmente en ciudades como Londres y Birmingham que crecían rápidamente, y los primeros distritos suburbanos surgieron alrededor de los centros de las ciudades para alojar a quienes querían escapar de las míseras condiciones de las ciudades industriales. Al principio, este crecimiento se produjo a lo largo de las líneas de ferrocarril en forma de desarrollo de cintas, ya que los residentes de los suburbios podían desplazarse en tren al centro de la ciudad para trabajar. En Australia, donde Melbourne pronto se convertiría en la segunda ciudad más grande del Imperio Británico,
el suburbio distintivamente australiano, con sus secciones de cuarto de acre vagamente agregadas, se desarrolló en la década de 1850
y acabó convirtiéndose en un componente del sueño australiano.

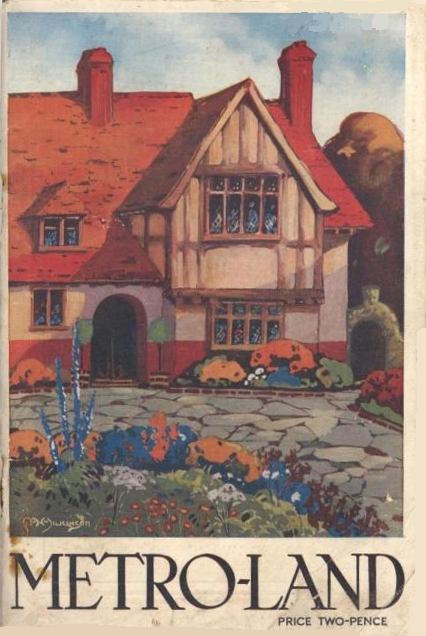
La portada de la guía Metro-Land publicada en 1921.

Hacia finales de siglo, con el desarrollo de los sistemas de transporte público, como los subterráneos, los tranvías y los autobuses, se hizo posible que la mayoría de la población de una ciudad residiera fuera de ella y se desplazara al centro para trabajar.
A mediados del siglo XIX, las primeras grandes zonas suburbanas surgieron en torno a Londres, a medida que la ciudad (entonces la mayor del mundo) se iba masificando y volviendo insalubre. Un importante catalizador del crecimiento suburbano fue la inauguración del Ferrocarril Metropolitano en la década de 1860. La línea unió posteriormente el corazón financiero de Londres con lo que serían los suburbios de Middlesex. La línea llegó a la estación de Harrow en 1880.
A diferencia de otras compañías ferroviarias, que debían deshacerse de los terrenos sobrantes, a la Met de Londres se le permitió retener los terrenos que consideraba necesarios para el futuro uso del ferrocarril. Inicialmente, los terrenos excedentes fueron gestionados por el Comité de Tierras, y, a partir de la década de 1880, los terrenos fueron urbanizados y vendidos a compradores domésticos en lugares como Willesden Park Estate, Cecil Park, cerca de Pinner y en Wembley Park.
En 1912 se sugirió que una compañía especialmente formada tomara el relevo del Comité de Tierras Excedentes y desarrollara fincas suburbanas cerca del ferrocarril. Sin embargo, la Primera Guerra Mundial (1914-1918) retrasó estos planes hasta 1919, cuando, con la expectativa de un boom inmobiliario de posguerra,  Metropolitan Railway Country Estates Limited (MRCE). MRCE pasó a desarrollar urbanizaciones en Kingsbury Garden Village cerca de Neasden, Wembley Park, Cecil Park y Grange Estate en Pinner y Cedars Estate en Rickmansworth y a fundar lugares como Harrow Garden Village.
El departamento de marketing del Met acuñó el término «Metro-land» en 1915, cuando la Guide to the Extension Line se convirtió en la guía Metro-land, con un precio de 1d. Esta guía promocionaba los terrenos a los que daba servicio el metro para el paseante, el visitante y, más tarde, el cazador de casas. Publicada anualmente hasta 1932 (el último año completo de independencia del Met), la guía ensalzaba los beneficios de «El buen aire de los Chilterns», utilizando un lenguaje como el siguiente: «Cada amante de Metrolandia puede tener su propio bosque favorito de hayas y arbustos - toda la belleza verde temblorosa en primavera y rojiza y dorada en octubre». El sueño, tal y como se promocionaba, consistía en una casa moderna en un hermoso campo con un rápido servicio de ferrocarril al centro de Londres. En 1915 la gente de todo Londres había acudido en masa a vivir el nuevo sueño suburbano en grandes zonas de nueva construcción en el noroeste de Londres.

### Expansión suburbana de entreguerras en Inglaterra
La suburbanización en el periodo de entreguerras en Inglaterra  estuvo muy influenciada por el movimiento de ciudades jardín de Ebenezer Howard y la creación de los primeros suburbios jardín a principios del siglo XX. El primer suburbio ajardinado se desarrolló gracias a los esfuerzos de la reformadora social Henrietta Barnett y su marido; inspirados por Ebenezer Howard y el movimiento de desarrollo de viviendas modelo (entonces ejemplificado por la ciudad jardín de Letchworth), así como por el deseo de proteger parte de Hampstead Heath de la urbanización, establecieron fideicomisos en 1904 que compraron 243 acres de tierra a lo largo de la recién inaugurada extensión de la línea norte a Golders Green y crearon el Hampstead Garden Suburb. El suburbio atrajo el talento de arquitectos como Raymond Unwin y Sir Edwin Lutyens, y finalmente creció hasta abarcar más de 800 acres.

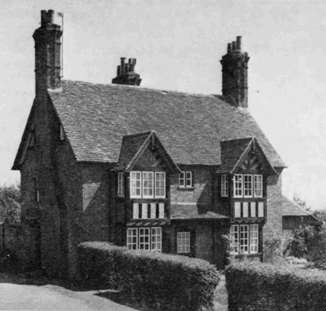
Simulacro de Tudor casas de campo adosadas, construidas c. 1870.

Durante la Primera Guerra Mundial en Inglaterra se encargó al Comité Tudor Walters que hiciera recomendaciones para la reconstrucción y la construcción de viviendas tras la guerra. En parte, esto fue una respuesta a la impactante falta de aptitud física entre muchos reclutas durante la Primera Guerra Mundial, atribuida a las malas condiciones de vida; una creencia resumida en un cartel de vivienda de la época «no se puede esperar sacar una población A1 de las casas C3» - refiriéndose a las clasificaciones de aptitud militar de la época.
El informe del comité de 1917 fue retomado por el gobierno, que aprobó la Ley de Vivienda, Urbanismo, etc. de 1919, también conocida como Ley Addison en honor al Dr. Christopher Addison, entonces ministro de Vivienda. La Ley permitió la construcción de grandes urbanizaciones nuevas en los suburbios tras la Primera Guerra Mundial, y marcó el inicio de una larga tradición del siglo XX de viviendas de propiedad estatal, que más tarde evolucionarían en council estates.
El Informe también legisló sobre los estándares mínimos necesarios para la posterior construcción suburbana; esto incluía la regulación de la densidad máxima de viviendas y su disposición e incluso hacía recomendaciones sobre el número ideal de dormitorios y otras estancias por casa. Aunque la casa adosada fue diseñada por primera vez por los Shaws (una pareja de arquitectos formada por padre e hijo) en el siglo XIX, fue durante el boom de la vivienda suburbana del periodo de entreguerras cuando el diseño proliferó por primera vez como icono suburbano, siendo preferido por los propietarios de clase media a las casas adosadas más pequeñas. El diseño de muchas de estas casas, muy característico de la época, estaba fuertemente influenciado por el movimiento Art Deco, tomando influencia de la arquitectura Tudor Revival, el chalet style, e incluso el diseño de barcos.
En sólo una década, los suburbios aumentaron drásticamente su tamaño. Harrow Weald pasó de sólo 1.500 a más de 10.000, mientras que Pinner pasó de 3.000 a más de 20.000. Durante la década de 1930 se construyeron más de 4 millones de nuevas casas suburbanas, la «revolución suburbana» había convertido a Inglaterra en el país más suburbanizado del mundo, con un margen considerable.

### América del Norte

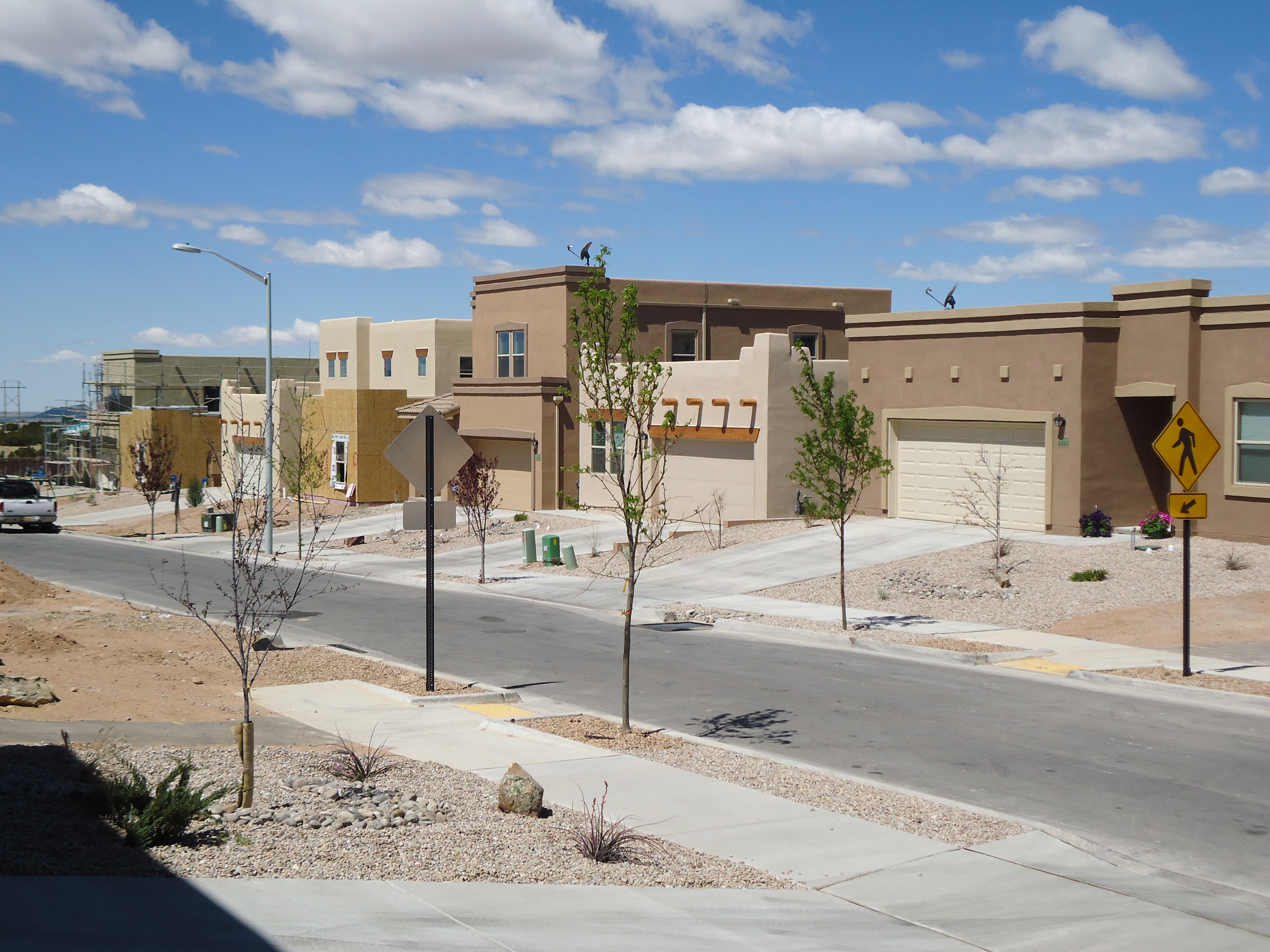
Suburbios de Santa Fe, Nuevo México.

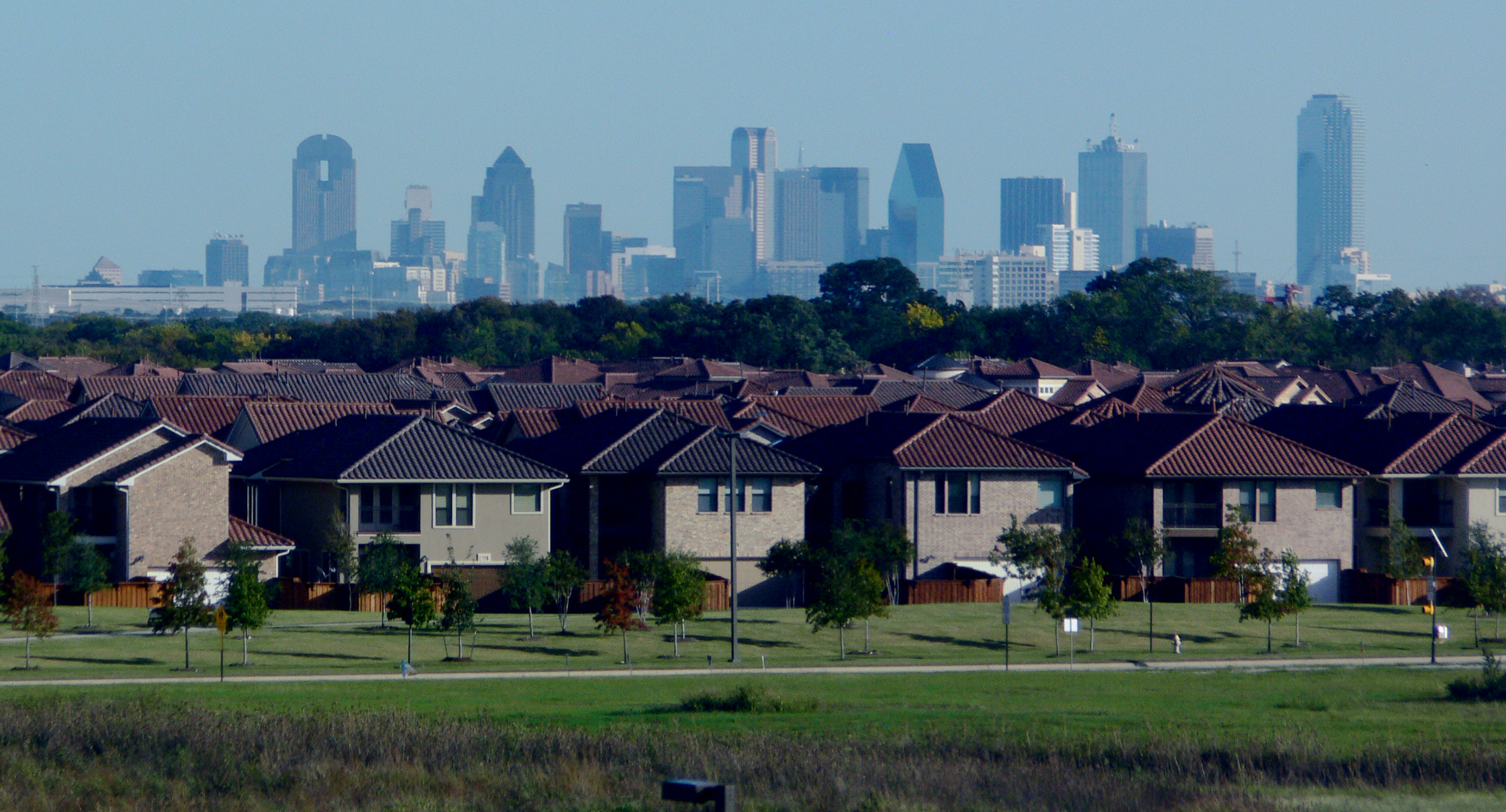
Suburbios de Dallas, Texas, vistos en primer plano.

Boston y Nueva York engendraron los primeros suburbios importantes. Las líneas de tranvía de Boston y las líneas de ferrocarril de Manhattan hicieron posible los desplazamientos diarios. Ninguna zona metropolitana del mundo estaba tan bien comunicada por líneas ferroviarias de cercanías a principios del siglo XX como Nueva York, y fueron las líneas ferroviarias a Westchester desde el centro de cercanías de la Grand Central Terminal las que permitieron su desarrollo. La verdadera importancia de Westchester en la historia de la suburbanización de Estados Unidos se debe al desarrollo de pueblos de clase media alta, como carsdale, New Rochelle y Rye, que servían a miles de empresarios y ejecutivos de Manhattan.

#### Expansión suburbana de posguerra
La población suburbana en Norteamérica se disparó durante la expansión económica posterior a la Segunda Guerra Mundial. Los veteranos que regresaron y deseaban iniciar una vida estable se trasladaron en masa a los suburbios. Levittown se desarrolló como un importante prototipo de vivienda en masa. Debido a la afluencia de personas en estas zonas suburbanas, la cantidad de centros comerciales comenzó a aumentar a medida que la América suburbana tomaba forma. Estos centros comerciales ayudaron a suministrar bienes y servicios a la creciente población urbana. La compra de diferentes bienes y servicios en una ubicación central sin tener que viajar a múltiples lugares, ayudó a mantener los centros comerciales como un componente de estos suburbios de nuevo diseño que estaban en auge en la población. La televisión contribuyó al auge de los centros comerciales debido al aumento de la publicidad en televisión, además del deseo de que los productos se mostraran en la vida suburbana en diversos programas de televisión. Otro factor que propició el auge de estos centros comerciales fue la construcción de muchas autopistas. La Ley de Carreteras de 1956 ayudó a financiar la construcción de 64.000 kilómetros en todo el país al disponer de 26 000 millones de dólares para su uso, lo que ayudó a unir muchos más a estos centros comerciales con facilidad. Estos centros comerciales recién construidos, que a menudo eran grandes edificios llenos de múltiples tiendas, y servicios, estaban siendo utilizados para algo más que para ir de compras, sino como un lugar de ocio y un punto de encuentro para los que vivían dentro de la América suburbana en esta época. Estos centros prosperaron ofreciendo bienes y servicios a las crecientes poblaciones de la América suburbana. En 1957, se construyeron 940 centros comerciales y este número se duplicó con creces en 1960 para satisfacer la demanda de estas zonas densamente pobladas.

#### Vivienda

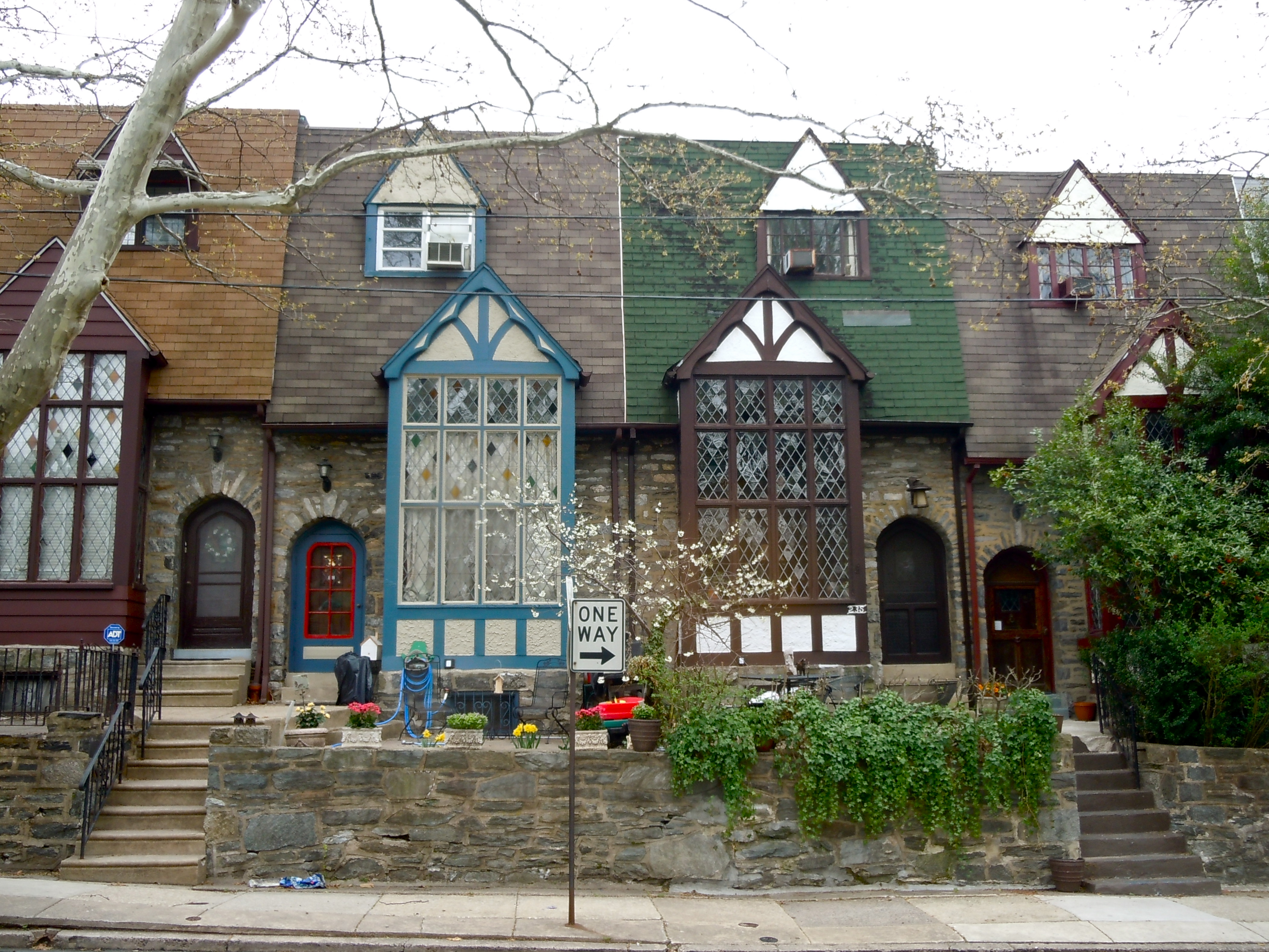
Casas adosadas en Upper Darby, Pennsylvania, un suburbio del anillo interior de Filadelfia.

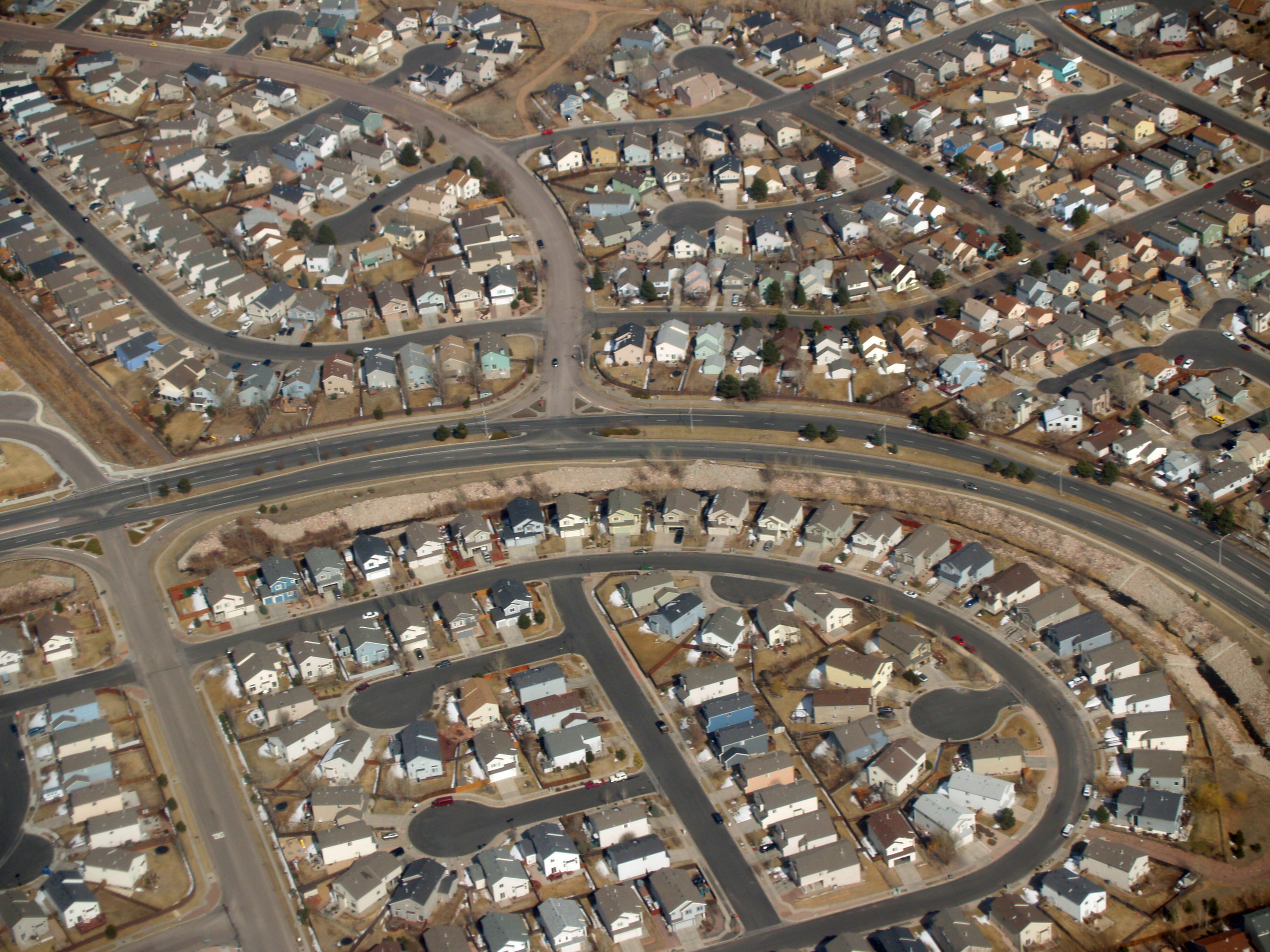
Un barrio suburbano de viviendas en bloque dentro de la ciudad de Colorado Springs, Colorado, USA; culs-de-sac son señas de identidad de la planificación suburbana.

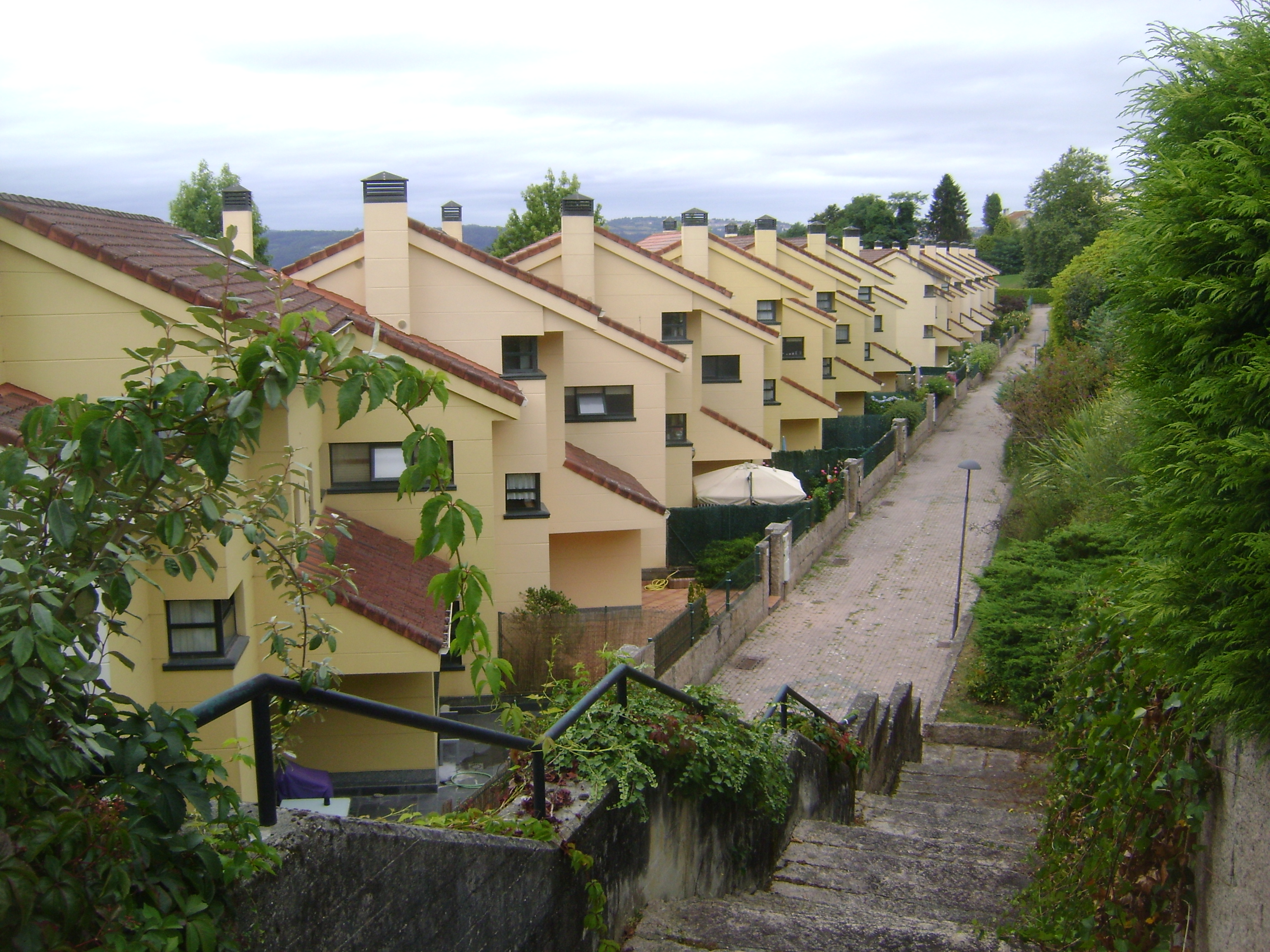
Urbanización de chalets en Montrove (Oleiros), suburbio del área metropolitana de La Coruña, Galicia, España.

Durante la Gran Depresión y la Segunda Guerra Mundial se construyeron muy pocas viviendas, a excepción de los alojamientos de emergencia cerca de las industrias de guerra. El hacinamiento y la falta de adecuación de los apartamentos era la condición común. Algunos suburbios se habían desarrollado alrededor de las grandes ciudades, donde había transporte ferroviario hacia los puestos de trabajo del centro. Sin embargo, el verdadero crecimiento de los suburbios dependía de la disponibilidad de automóviles, autopistas y viviendas baratas. La población había crecido, y el estocaje de ahorros de las familias había acumulado el dinero para los pagos iniciales, los automóviles y los electrodomésticos. El producto fue un gran boom inmobiliario. Mientras que en la década de 1930 a 1945 deberían haberse construido una media de 316.000 nuevas viviendas no agrícolas, entre 1946 y 1955 se construyeron 1.450.000 anualmente. El G.I. Bill garantizaba préstamos de bajo coste para los veteranos, con pagos iniciales muy bajos, y bajos tipos de interés. Con 16 millones de veteranos que cumplían los requisitos, la oportunidad de comprar una casa estaba de repente al alcance de la mano. Sólo en 1947, 540.000 veteranos compraron una; su precio medio fue de 7.300 dólares. La industria de la construcción mantuvo los precios bajos gracias a la estandarización; por ejemplo, la estandarización de los tamaños de los armarios de cocina, los frigoríficos y las cocinas permitió la producción en masa de muebles de cocina. Los promotores compraron terrenos vacíos a las afueras de la ciudad, instalaron casas en serie basadas en un puñado de diseños y proporcionaron calles y servicios públicos, o los funcionarios públicos locales corrieron a construir escuelas. La urbanización más famosa fue Levittown, en Long Island, al este de la ciudad de Nueva York. Ofrecía una casa nueva por 1000 dólares de entrada y 70 al mes; contaba con tres dormitorios, chimenea, cocina y horno de gas, y un terreno ajardinado de 75 por 100 pies, todo por un precio total de 10.000 dólares. Los veteranos podían conseguir una con un pago inicial mucho menor.
Al mismo tiempo, los afroamericanos se desplazaban rápidamente hacia el norte y el oeste en busca de mejores trabajos y oportunidades educativas que las que tenían en el sur segregado. Su llegada en masa a las ciudades del Norte y del Oeste, además de ir seguida de disturbios raciales en varias grandes ciudades como Filadelfia, Los Ángeles, Detroit, Chicago, y Washington D. C., estimuló aún más la migración suburbana de los blancos. El crecimiento de los suburbios se vio facilitado por el desarrollo de las leyes de zonificación, la redlining y numerosas innovaciones en el transporte. La política de redlining y otras medidas discriminatorias incorporadas a la política federal de vivienda fomentaron la segregación racial de los Estados Unidos de la posguerra, por ejemplo, al negarse a asegurar las hipotecas en los barrios afroamericanos y sus alrededores. Los esfuerzos del gobierno estaban destinados principalmente a proporcionar viviendas a familias blancas de clase media o media-baja. Los afroamericanos y otras personas de color permanecieron en gran medida concentrados dentro de núcleos de pobreza urbana en decadencia, creando un fenómeno conocido como fuga de blancos.
Después de la Segunda Guerra Mundial, la disponibilidad de préstamos de la FHA estimuló un auge de la vivienda en los suburbios estadounidenses. En las ciudades más antiguas del noreste de Estados Unidos, los suburbios de tranvías se desarrollaron originalmente a lo largo de las líneas de tren o tranvía que podían trasladar a los trabajadores hacia y desde los centros de las ciudades donde se encontraban los puestos de trabajo. Esta práctica dio lugar al término "ciudad de cercanías|comunidad de habitaciones]], que significa que la mayor parte de la actividad comercial diurna tenía lugar en la ciudad, y la población trabajadora salía de ella por la noche para ir a dormir a su casa.
El crecimiento económico de Estados Unidos fomentó la suburbanización de las ciudades americanas, lo que requirió enormes inversiones para las nuevas infraestructuras y viviendas. Los patrones de consumo también estaban cambiando en esta época, ya que el poder adquisitivo era cada vez más fuerte y accesible para un mayor número de familias. Las viviendas suburbanas también trajeron consigo necesidades de productos que no se necesitaban en los barrios urbanos, como los cortacéspedes y los automóviles. Durante esta época se desarrollaron centros comerciales cerca de los suburbios para satisfacer las necesidades de los consumidores y su estilo de vida dependiente del automóvil.
Las leyes de zonificación también contribuyeron a la ubicación de áreas residenciales fuera del centro de la ciudad, creando amplias áreas o "zonas" en las que sólo se permitían edificios residenciales. Estas residencias suburbanas se construyen en lotes más grandes que en el centro de la ciudad. Por ejemplo, el tamaño del lote para una residencia en Chicago suele tener una profundidad de 125 pies (38,1 m), mientras que la anchura puede variar desde 14 pies (4,3 m) de ancho para una casa adosada hasta 45 pies (13,7 m) de ancho para una gran casa independiente.[cita requerida] En los suburbios, donde las casas independientes son la norma, las parcelas pueden tener 85 pies (25,9 m) de ancho por 115 pies (35,1 m) de profundidad, como en el suburbio de Chicago de Naperville. En otras zonas de la ciudad se segregaron los edificios industriales y comerciales.
Junto con la suburbanización, muchas empresas empezaron a ubicar sus oficinas y otras instalaciones en las zonas exteriores de las ciudades, lo que provocó el aumento de la densidad de los suburbios más antiguos y el crecimiento de suburbios de menor densidad aún más alejados de los centros urbanos. Una estrategia alternativa es el diseño deliberado de "nuevas ciudades" y la protección del cinturón verde alrededor de las ciudades. Algunos reformistas sociales intentaron combinar lo mejor de ambos conceptos en el movimiento de las ciudades jardín.
En Estados Unidos, 1950 fue el primer año en que más personas vivieron en los suburbios que en otros lugares. En EE. UU., el desarrollo de los rascacielos y la fuerte inflación de los precios de los inmuebles del centro de la ciudad también llevaron a que los centros de la ciudad se dedicaran más a los negocios, empujando así a los residentes fuera del centro de la ciudad.